# Yukino Kishii
Yukino Kishii (岸井 ゆきの, Kishii Yukino), née le 11 février 1992 dans la préfecture de Kanagawa (Japon), est une actrice japonaise.

## Filmographie sélective

### Cinéma
- 2017 : Invasion (予兆 散歩する侵略者, Yochō: Sanpo suru shinryakusha?) de Kiyoshi Kurosawa
- 2021 : Homunculus (ホムンクルス, Homunkurusu?) de Takashi Shimizu

### Télévision
- 2009 : Shōkōjo Seira (小公女セイラ?)
- 2023 : Le Pavillon des hommes (大奥, Ōoku?)